# Vanessa Chalá
Pour les articles homonymes, voir Chala.
Vanessa Chalá (née le 13 mars 1990) est une judokate équatorienne qui concourt dans la catégorie des -78kg. Elle représente l'Équateur dans cette catégorie aux jeux olympiques de Tokyo en 2021 (où elle se classe 17ème) puis aux jeux de Paris en 2024 où elle est battue au premier tour par la Mongole Khuslen Otgonbayar.

## Palmarès
Vanessa Chalá a été médaillée plusieurs fois aux Championnats panaméricains de judo, dont deux médailles d'or en 2020 et 2021, et également médaillée d'or aux Jeux sud-américains de 2018.
| Année | Événement                  | Classement | Catégorie |
| ----- | -------------------------- | ---------- | --------- |
| 2009  | Jeux bolivariens           | 2e         | −70 kg    |
| 2013  | Jeux bolivariens           | 2e         | −70 kg    |
| 2014  | Championnats panaméricains | 3e         | −70 kg    |
| 2018  | Championnats panaméricains | 3e         | −78 kg    |
| 2018  | Jeux sud-américains        | 1re        | –78 kg    |
| 2019  | Jeux panaméricains         | 3e         | −78 kg    |
| 2020  | Championnats panaméricains | 1re        | −78 kg    |
| 2021  | Championnats panaméricains | 1re        | −78 kg    |
| 2023  | Championnats panaméricains | 3e         | −78 kg    |
| 2024  | Championnats panaméricains | 3e         | −78 kg    |

## École de judo d'Azaya
Vanessa Chalá a créé en octobre 2020 dans son quartier d'Azaya à Ibarra une école de judo, Elite Judo, tournée vers les jeunes de 5 à 19 ans. Les enseignements ont d'abord eu lieu dans le garage de la sportive, puis sur la place centrale du quartier d'Azaya. Afin de pérenniser la structure, Chalá a par la suite acquis le gymnase du quartier à l'aide des gains accumulés lors de sa carrière, indiquant que « cet argent était destiné à acheter un terrain pour me construire une maison, mais j'ai vu la joie des enfants, leur appétit pour l'entraînement, et j'ai décidé d'acheter ce gymnase ». La sportive espère que sa démarche pourra améliorer la situation des jeunes de son quartier et les éloigner des trafics et des addictions dans ce quartier difficile d'Ibarra, marqué par l'insécurité, le trafic et la consommation de drogue. Fin 2022, dans ce gymnase nouvellement aménagé, son école touche une cinquantaine de jeunes, dont certains ont déjà figuré sur le podium dans des événements de niveau national. Chalá espère que certains de ses élèves pourront comme elle participer à des Jeux olympiques.